# Romyverleihung 2020
Die Romy-Verleihung 2020 sollte ursprünglich am 18. April 2020 in der Wiener Hofburg stattfinden. Aufgrund der COVID-19-Pandemie in Österreich wurde die Gala sowie die davor geplante Akademiepreisverleihung abgesagt. Die Verleihung wurde am 23. Mai 2020 auf ORF 2 von Andi Knoll präsentiert, der die goldenen Romy-Statuetten den Preisträgern persönlich bereits im Vorfeld der Sendung überreichte. Die von der Tageszeitung Kurier veranstaltete Vergabe des österreichischen Fernseh- und Filmpreises Romy findet zum 31. Mal statt.

## Nominierte

### Publikumspreise
Die Nominierungen für die Publikumswahl wurden am 3. März 2020 bekanntgegeben. Erstmals für eine Publikumsromy nominiert wurden Heike Makatsch, Désirée Nosbusch, Lisa Maria Potthoff, Jasna Fritzi Bauer, August Diehl, Karl Fischer, Jakob Seeböck, Brigitte Hobmeier, Valerie Pachner, Stefanie Reinsperger und Harald Windisch sowie Tobias Pötzelsberger in der Kategorie Information und Andreas Moravec, Birgit Denk, Bruce Darnell, Gerald Fleischhacker in der Kategorie Show/Unterhaltung.
Die Jury besteht aus Romy-Gründer Rudolf John, der den Jury-Vorsitz der Publikumspreise und Akademiepreise führt, Julia Pühringer (tele, SKIP), Angelika Hager (Profil), Martin Wurnitsch (Horizont und vormals tv-media), Horst-Günther Fiedler (TV-Media), Johannes Bruckenberger (Austria Presse Agentur), Isabella Leitenmüller-Wallnöfer (Die Presse), Dietmar Pribil und Christoph Silber (beide Kurier).
| Kategorie                               | Preisträger              | Nominierte                                                                 |
| --------------------------------------- | ------------------------ | -------------------------------------------------------------------------- |
| Beliebteste Schauspielerin Kino/TV-Film | Heike Makatsch           | Brigitte Hobmeier Valerie Pachner Lisa Maria Potthoff Stefanie Reinsperger |
| Beliebtester Schauspieler Kino/TV-Film  | Fritz Karl (2. Romy)     | Elyas M’Barek Cornelius Obonya Simon Schwarz Harald Windisch               |
| Beliebteste Schauspielerin Serie/Reihe  | Ursula Strauss (5. Romy) | Verena Altenberger Jasna Fritzi Bauer Désirée Nosbusch Nina Proll          |
| Beliebtester Schauspieler Serie/Reihe   | Jakob Seeböck            | August Diehl Karl Fischer Harald Krassnitzer Karl Markovics                |
| Information                             | Tobias Pötzelsberger     | Meinrad Knapp Corinna Milborn Martin Thür Ingrid Thurnher                  |
| Show/Unterhaltung                       | Andreas Moravec          | Bruce Darnell Birgit Denk Barbara Karlich Gerald Fleischhacker             |

### Akademiepreise
Die Akademiepreise sollten ursprünglich in einer eigenen, von Nadja Bernhard moderierten, Feier am 16. April 2020 übergeben werden. Die Nominierungen wurden am 11. März 2020 bekanntgegeben. Eine Zusammenfassung der Verleihung sollte ursprünglich am 17. April 2020 auf ORF2 gezeigt werden. Aufgrund der COVID-19-Pandemie in Österreich wurde die Akademiepreisverleihung abgesagt. Den Akademie-Preisträgern wurden die Trophäen im Juni 2020 im Wiener Grand Hotel von Rudolf John übergeben.
| Kategorie                       | Preisträger | Nominierte |
| ------------------------------- | --- | --- |
| Bester TV-Film                  | Spuren des Bösen: Sehnsucht | Im Schatten der Angst Nimm du ihn |
| Beste TV-Serie                  | How to Sell Drugs Online (Fast) | Freud Pastewka |
| Bester Kinofilm                 | The Trouble with Being Born | Die Goldfische Ich war noch niemals in New York |
| Beste TV-Doku                   | Nie zu spät – Die Träume der Hundertjährigen (ORF) | Der Thiem-Spirit (ServusTV) Inside Borussia Dortmund (Prime Video) |
| Beste Kino-Doku                 | Aufzeichnungen aus der Unterwelt | Die Dohnal Sea of Shadows |
| Beste Produktion TV-Fiction     | Heinrich Ambrosch, Marvin Kren, Moritz Polter für Freud | Anja Föringer, Kristen Hager, Thomas Hroch, Gerald Podgornig für Ein Dorf wehrt sich Stefan Arndt, Michael Polle, Uwe Schott für Babylon Berlin                                    |
| Beste Produktion Kinofilm       | Rainer Frimmel, Tizza Covi für Aufzeichnungen aus der Unterwelt | Quirin Berg und Max Wiedemann für Nightlife Regina Ziegler, Nico Hofmann, Sebastian Werninger, Klaus Graf, Christoph Müller und Freddy Burger für Ich war noch niemals in New York |
| Beste Regie TV-Fiction          | Catalina Molina für Das dunkle Paradies | Vivian Naefe für Balanceakt Gabriela Zerhau für Ein Dorf wehrt sich |
| Beste Regie Kinofilm            | Nora Fingscheidt für Systemsprenger | Jan-Ole Gerster für Lara Patrick Vollrath für 7500 |
| Beste Bildgestaltung TV-Fiction | Leena Koppe für Landkrimi: Das letzte Problem | Tomáš Juříček für Maria Theresia Max Knauer für Der Zürich-Krimi |
| Bestes Buch TV-Fiction          | Agnes Pluch für Balanceakt | Doris Dörrie und Ruth Stadler für Der Club der singenden Metzger Daniel Kehlmann für Das letzte Problem                                                                            |
| Beste Bildgestaltung Kinofilm   | Judith Benedikt und Eva Testor für Backstage Wiener Staatsoper | Yunus Roy Imer für Systemsprenger Thomas Kiennast für Ich war noch niemals in New York                                                                                             |
| Bestes Buch Kinofilm            | Simon Verhoeven für Nightlife | Uli Brée und Rupert Henning für Wie ich lernte, bei mir selbst Kind zu sein Martin Rauhaus für Und wer nimmt den Hund?                                                             |
| Bester Nachwuchs weiblich       | Noelia Chirazi (Wiener Blut) | Emma Bading (Play) Alina Schaller (Vorstadtweiber) |
| Bester Nachwuchs männlich       | Maximilian Mundt (How to Sell Drugs Online (Fast)) | Timur Bartels (Die Hochzeit) Simon Frühwirth (Nevrland) |
| Preis der Akademie              | Das perfekte Geheimnis (Constantin Film) | |
| Preis der Jury                  | Wer 4 sind (Die Fantastischen Vier) Regie/Buch/Schnitt: Thomas Schwendemann Kamera: Felix Ritz von Frentz Ton: Björn Rothe Produktion: Moritz Bundschuh KICK Film Co-Produktion: Sky, ZDF, Arte                                                    | |
| Beste Programmidee              | Die Nachfolger (Servus TV) | |
| ROMY International              | Vienna Blood Produzenten: Oliver Auspitz, Andreas Kamm (MR Film); Hilary Bevan Jones, Jez Swimmer (Endor Productions) Koproduktion: ORF, ZDF, Red Arrow Studios Regie: Robert Dornhelm, Buch: Steve Thompson, Cast: Juergen Maurer, Matthew Beard. | |
| Fernsehevent des Jahres         | The Masked Singer (ProSieben) | |

| Kategorie                                    | Preisträger                                                       |
| -------------------------------------------- | ----------------------------------------------------------------- |
| Platin-Romy für das Lebenswerk               | Peter Kraus und Cornelia Froboess; zuerkannt 2020, verliehen 2021 |
| Akademiepreis Platin-Romy für das Lebenswerk | Autorin Elfie Donnelly und Fernsehproduzent Rudolf Klingohr       |